# شگ‌ماهیان
شَگ‌ماهیان یا ساردین‌ماهیان (که شک‌ماهیان∗، کیلکاماهیان و خانوادهٔ شاه‌ماهی هم نامیده شده) خانواده‌ای از ماهی‌ها شامل شاه‌ماهی‌های شمالی، کیلکاها و ساردینها است.
شگ‌ماهیان شامل بسیاری از گونه‌های ماهی‌های خوردنی جهان هستند. این خانواده به راستهٔ شگ‌ماهی‌شکلان∗ تعلق دارد.

## مشخصات
بیش از ۱۹۰ گونه به این خانواده تعلق دارند. از مشخصات آن‌ها اینکه بدن بیضی تا کشیده و دراز، شکم گرد و از پهلو فشرده شده دهان انتهای با فک‌های غیرقابل ارتجاع که به وسیلهٔ پیش‌فکی‌های کوتاه و ماکسیلای طویل محدود شده‌است. دندان‌ها کوچک یا وجود ندارد، پلک سوم رشد یافته‌است شیارهای آبششی وسیع، خارهای آبششی باریک ودراز و متعدد دارند و از نظر رژیم غذایی پلانکتون خوار می‌باشند، فلس‌های سیکلوئیدی نازک و سست دارند، و درناحیه شکمی دارای keel هستند و بر روی سر فلس دارند، کیسه شنا هم به ابتدا وانتهای دستگاه گوارش و گوش داخلی ارتباط دارد. از لحاظ تولید مثل ماهیان این خانواده فقط برخی از آن‌ها برای تولید مثل به رودخانه وارد می‌شوند و از لحاظ زیست‌شناسی ماهیان این خانواده در دریا زندگی می‌کنند و جزء ماهیان پلاژیک کوچک هستند که در آب‌های سطحی و ساحلی در دستجات و گله‌های نسبتاً بزرگ مهاجرت می‌کنند. معمولاً مهاجرت آن‌ها فصلی و به تبعیت از دمای آب است، در تمام دریاهای گرمسیری و نیمه گرمسیری و معتدله انتشار دارند و تخم‌های آن‌ها پلاژیکی و حالت سطحی و شناوری داشته و در داخل دریا تخم‌ریزی می‌کنند.
از لحاظ زیستی و تجارتی و زنجیره غذایی دارای اهمیت بوده و در زنجیره غذایی، غذای اصلی تون‌ماهیان و بسیاری از ماهیان گوشتخوار به‌شمار می‌آیند و علاوه بر این به مصرف خود انسان نیز می‌رسد.
در دریای خزر دوجنس از این خانواده زندگی می‌کند: جنس کلیکا Clupeonella و جنس Alosa
در جنس Clupeonella دو تا از شعاع‌های منشعب باله مخرجی آخری بالاتر از بقیه شعاع‌ها می‌باشد، ولی در جنسAlosa شعاع‌ها به ترتیب کوتاهتر می‌شود.
دومین اختلاف این دوجنس درAlosa آرواره‌ها به پشت چشم می‌رسد ولی در Clupeonella به پشت چشم نمی‌رسد.
اختلاف سوم در جنس Alosa درلب (فک) بالایی شکافی در قسمت میانی وجود دارد
ولی در کلیکا Clupeonella این شکاف وجود ندارد.
در آلوزا بر روی آرواره‌ها دندان‌های ریز کرکی شکل وجود دارد
اما در کلیکای‌ها دندان‌های ریز وجود ندارد، اندازه آلوزاها همیشه بزرگتر از کلیکاها است.
در طبقه‌بندی منطقه‌ای این خانواده در دو دسته قرار می‌گیرند:
- گونه‌های شگ‌ماهیان موجود در دریای خزر و حوضه دریای سیاه و آزوف:

مهمترین ماهیان این دسته به شرح زیر می‌باشند:
شگ‌ماهی چشم‌درشت Caspialosa saposhnikovc (Grimm)
شگ‌ماهی پشت‌سیاه یا دیوانه یا به اصطلاح محلی زالوم Caspialosa kessleri (Grimm)
شگ‌ماهی شکم‌بزرگ Caspialosa Caspia (Eichw)
شگ‌ماهی گرگانی استرآبادی Caspialosa Leucocephala
بقیه گونه‌های جنس Caspialosa در دریای خزر عبارتند از: Caspialosa pontica
Caspialosa nordmani
Caspialosa tanaica
Caspialosa caspia volgensis
Caspialosa brashnikovi
Caspialosa sphaerocaphala
Caspialosa curensis
Caspialosa nigra
Caspialosa kisselewitschi
Caspialosa suvorovi
- شگ‌ماهیان جنوب ایران[۱]

از مهم‌ترین این شگ‌ماهیان جنوب ایران می‌توان موارد زیر را برشمرد:
صبور Hilsa ilisha
گواف رشته‌دار Nematalso nasus
حشینه Sardinella perforate
شمسک بزرگ Ilisha megaloptera
شمسک کوچک Ilisha melastoma

## گونه‌ها
گونه‌های مهم تجاری:
- منهادن اطلس (Brevoortia tyrannus)
- شاه‌ماهی اطلس (Clupea harengus)
- شاه‌ماهی بالتیک (Clupea harengus membras)
- شاه‌ماهی آرام (Clupea pallasii)
- پلیکارد اروپایی (Sardina pilchardus)

## سرده‌ها
- زیرخانوادهٔ شاه‌ماهی‌های گرد (Dussumieriinae)
  - Dayella
  - Dussumieria
  - Etrumeus
  - Gilchristella
  - Jenkinsia
  - Luisiella
  - Sauvagella
  - خمسی‌وارها
  - شاه‌ماهی گرد دوباله
- زیرخانواده Clupeinae
  - Amblygaster
  - شاه‌ماهی (Clupea)
  - Clupeonella
  - Escualosa
  - شاه‌ماهی‌های باختری
  - Herklotsichthys
  - Lile
  - شاه‌ماهی‌های نخی
- زیرخانوادهٔ شدها و منهادن‌ها (Alosinae)
  - شدماهی
  - کودماهی
  - شدماهی
  - Ethmalosa
  - کودماهی
  - Gudusia
  - Hilsa
  - Tenualosa
- زیرخانوادهٔ Pellonulinae
  - Knightia (prehistoric)
  - Clupeichthys
  - Clupeoides
  - Congothrissa
  - Corica
  - Cynothrissa
  - ماهی خمسی مالابار
  - Hyperlophus
  - Laeviscutella
  - ساردین دریاچه تانگانیکا
  - Microthrissa
  - Odaxothrissa
  - Pellonula
  - Poecilothrissa
  - Potamalosa
  - Potamothrissa
  - Stalothrissa
- زیرخانوادهٔ شدهای جگرسیاه (Dorosomatinae)
  - Anodontostoma
  - Clupanodon
  - Dorosoma
  - Gonialosa
  - ساردین خال‌دار
  - Nematalosa
- Incertae sedis
  - Erichalcis
  - Knightia † extinct
  - Ilisha
  - Nannothrissa
  - شاه‌ماهی درازباله
  - Pellona
  - Platanichthys
  - Ramnogaster
  - Rhinosardinia
  - ساردین اروپایی
  - ساردینچه‌ها
  - ساردین آمریکای جنوبی
  - Sierrathrissa
  - Sprattus
  - ماهی خمسی دریاچه تانگانیکا
  -  Strangomera 
  - شاه‌ماهی کوتوله ساناگا